# Pyrrhocoroidea
Pyrrhocoroidea — надсемейство полужесткокрылых из подотряда клопов.

## Систематика
Надсемейство сравнительно небольшое, насчитывающее около 500 видов в 80 родах. Pyrrhocoroidea разделено на два семейства Largidae и Pyrrhocoridae.